# 膀胱 (臟腑)
膀胱是六腑之一，對應的臟為腎；《素问·灵兰秘典论》：“膀胱者，州都之官，津液藏焉，气化则能出矣。”指水液贮藏在膀胱到一定程度能排泄于体外，是依靠气化作用，与肾阳蒸腾水液的功能有密切联系。

## 另見
- 足太陽膀胱經

## 外部連接
- The role of the bladder in Traditional Chinese Medicine
- 膀胱 （页面存档备份，存于） 中藥方劑圖像數據庫 (香港浸會大學中醫藥學院) （中文）（英文）
- 膀胱炎 （页面存档备份，存于） 中藥方劑圖像數據庫 (香港浸會大學中醫藥學院) （中文）（英文）